# FIBA European Champions Cup 1990-1991
La Coppa dei Campioni 1990-91 di pallacanestro maschile venne vinta, per il terzo anno consecutivo, dal Jugoplastika.
Hanno preso parte alla competizione 27 squadre. Le squadre giocarono due turni iniziali ad eliminazione diretta con gare di andate e ritorno (e somma dei punti), prevendo una fase a gruppi valevole per la qualificazioni alla finale, cui accedevano le prime quattro classificate, che si scontravano in semifinale. La finale è stata organizzata a Parigi.

## Risultati

### Primo turno
Le gare di ottavi di finale sono state giocate il 27 settembre e il 4 ottobre 1990.
| Team #1         | Agg.      | Team #2                 | Andata  | Ritorno |
| --------------- | --------- | ----------------------- | ------- | ------- |
| Kingston Londra | 156 - 141 | Commodore Den Helder    | 84-79   | 72-62   |
| Steaua Bucarest | 99 - 195  | CSKA Mosca              | 38-91   | 61-104  |
| Benfica         | 161 - 195 | Bayer Giants Leverkusen | 87-85   | 74-110  |
| Lech Poznań     | 163 - 216 | Racing Mechelen         | 86-109  | 77-107  |
| ZTE-Heraklith   | 205 - 168 | Klosterneuburg          | 107-76  | 98-91   |
| KR Reykjavík    | 204 - 222 | UU-Korihait             | 120-118 | 84-104  |
| Södertälje      | 162 - 141 | TJ Zbrojovka Brno       | 94-82   | 68-59   |
| Pully           | 169 - 199 | Maccabi Tel-Aviv        | 95-92   | 74-107  |
| Vllaznia        | 193 - 248 | Galatasaray             | 103-108 | 90-140  |
| ENAD            | 155 - 164 | CSKA Sofia              | 66-70   | 89-94   |
| AdW Berlino     | 180 - 190 | US Hiefenech            | 96-92   | 84-98   |

### Ottavi di finale
Le gare degli ottavi di finale sono state giocate il 25 ottobre e il 1º novembre 1990.
| Team #1                 | Agg.      | Team #2          | Andata  | Ritorno |
| ----------------------- | --------- | ---------------- | ------- | ------- |
| Kingston Londra         | 165 - 151 | CSKA Mosca       | 93-77   | 72-74   |
| Bayer Giants Leverkusen | 188 - 182 | Racing Mechelen  | 103-88  | 85-94   |
| ZTE-Heraklith           | 175 - 202 | Scavolini Pesaro | 102-114 | 73-88   |
| UU-Korihait             | 183 - 256 | Aris Salonicco   | 92-116  | 91-140  |
| Södertälje              | 168 - 180 | Maccabi Tel-Aviv | 91-88   | 77-92   |
| Galatasaray             | 156 - 198 | Jugoplastika     | 86-97   | 70-101  |
| CSKA Sofia              | 189 - 224 | Limoges CSP      | 90-105  | 99-119  |
| US Hiefenech            | 150 - 230 | Barcellona       | 73-113  | 77-117  |

### Quarti di finale
|    | Squadra                 | G  | V  | P  | PF   | PS   | Dif  | P.ti |
| -- | ----------------------- | -- | -- | -- | ---- | ---- | ---- | ---- |
| 1. | Barcellona              | 14 | 11 | 3  | 1276 | 1148 | +138 | 25   |
| 2. | Jugoplastika            | 14 | 9  | 5  | 1208 | 1174 | +34  | 23   |
| 3. | Scavolini Pesaro        | 14 | 8  | 6  | 1318 | 1290 | +28  | 22   |
| 4. | Maccabi Tel-Aviv        | 14 | 8  | 6  | 1224 | 1163 | +61  | 22   |
| 5. | Aris Salonicco          | 14 | 7  | 7  | 1314 | 1324 | -10  | 21   |
| 6. | Bayer Giants Leverkusen | 14 | 6  | 8  | 1334 | 1392 | -58  | 20   |
| 7. | Kingston Londra         | 14 | 4  | 10 | 1141 | 1221 | -80  | 18   |
| 8. | Limoges CSP             | 14 | 3  | 11 | 1251 | 1354 | -103 | 17   |

|  | Qualificate alle semifinali |
|  | Eliminata                   |

### Semifinali
| Team #1      | Agg.     | Team #2          |
| ------------ | -------- | ---------------- |
| Barcellona   | 101 - 67 | Maccabi Tel-Aviv |
| Jugoplastika | 93 - 87  | Scavolini Pesaro |

### Finale 3º/4º posto
| Team #1          | Agg.    | Team #2          |
| ---------------- | ------- | ---------------- |
| Maccabi Tel-Aviv | 83 - 81 | Scavolini Pesaro |

### Finale 1º/2º posto
| Team #1      | Agg.    | Team #2    |
| ------------ | ------- | ---------- |
| Jugoplastika | 70 - 65 | Barcellona |

## Formazione vincitrice
| N° | Naz.                   | Ruolo | Sportivo          |  | Alt. |  |
| -- | ---------------------- | ----- | ----------------- |  | ---- |  |
| 4  | Jugoslavia (bandiera)  | P     | Zoran Sretenović  |  |      |  |
| 5  | Jugoslavia (bandiera)  | G     | Velimir Perasović |  |      |  |
| 6  | Jugoslavia (bandiera)  | P     | Luka Pavićević    |  |      |  |
| 7  | Jugoslavia (bandiera)  | A     | Toni Kukoč        |  |      |  |
| 8  | Jugoslavia (bandiera)  | A     | Paško Tomić       |  |      |  |
| 9  | Jugoslavia (bandiera)  | A     | Teo Čizmić        |  |      |  |
| 10 | Jugoslavia (bandiera)  | P     | Petar Naumoski    |  |      |  |
| 11 | Jugoslavia (bandiera)  | C     | Žan Tabak         |  |      |  |
| 12 | Jugoslavia (bandiera)  | A     | Velibor Radović   |  |      |  |
| 13 | Jugoslavia (bandiera)  | C     | Zoran Savić       |  |      |  |
| 14 | Stati Uniti (bandiera) | A     | Avie Lester       |  |      |  |
| 15 | Jugoslavia (bandiera)  | AG    | Aramis Naglić     |  |      |  |
|    | Jugoslavia (bandiera)  | All.  | Željko Pavličević |  |      |  |